# Lechatelierit

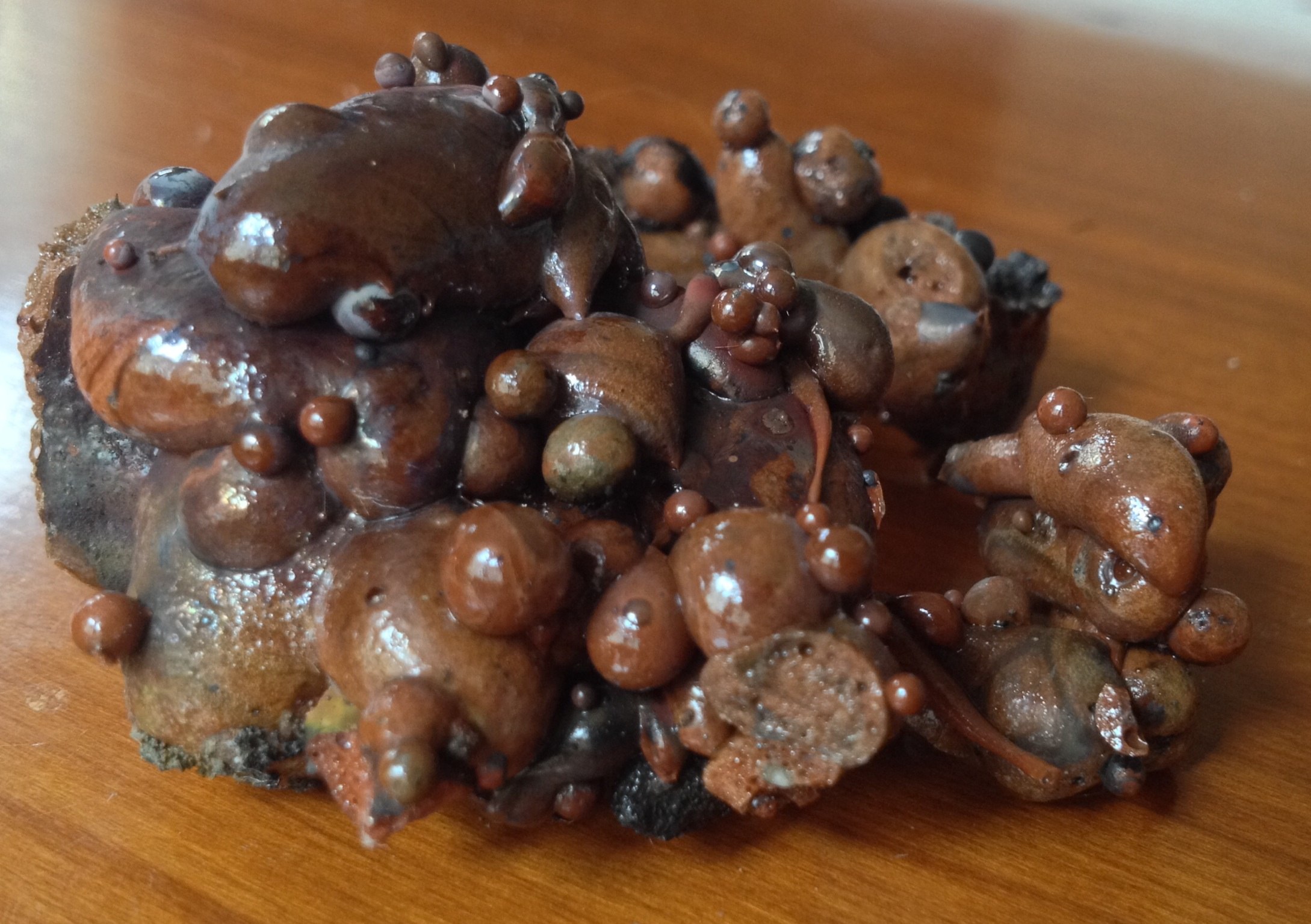
Lechatelierit, entstanden durch eine Hochspannungsleitung auf felsigem Boden

Lechatelierit ist ein natürliches Kieselglas (amorphes Siliziumdioxid), das in der Natur durch das Aufschmelzen von Quarzsand bei Temperaturen von über 1.700 °C entsteht.
Lechatelierit ist in Fulguriten (Blitzröhren) nachgewiesen worden. Darüber hinaus kann Lechatelierit in Tektiten und Impaktgläsern vorkommen, die beim Impakt eines großen Meteoriten gebildet werden.